# Cementerio protestante de Minas de Riotinto
El cementerio protestante de Minas de Riotinto, también conocido como cementerio protestante de Bellavista, es un antiguo camposanto que se halla situado junto al antiguo barrio inglés de Bellavista de este municipio de la provincia de Huelva, comunidad autónoma de Andalucía.

## Descripción

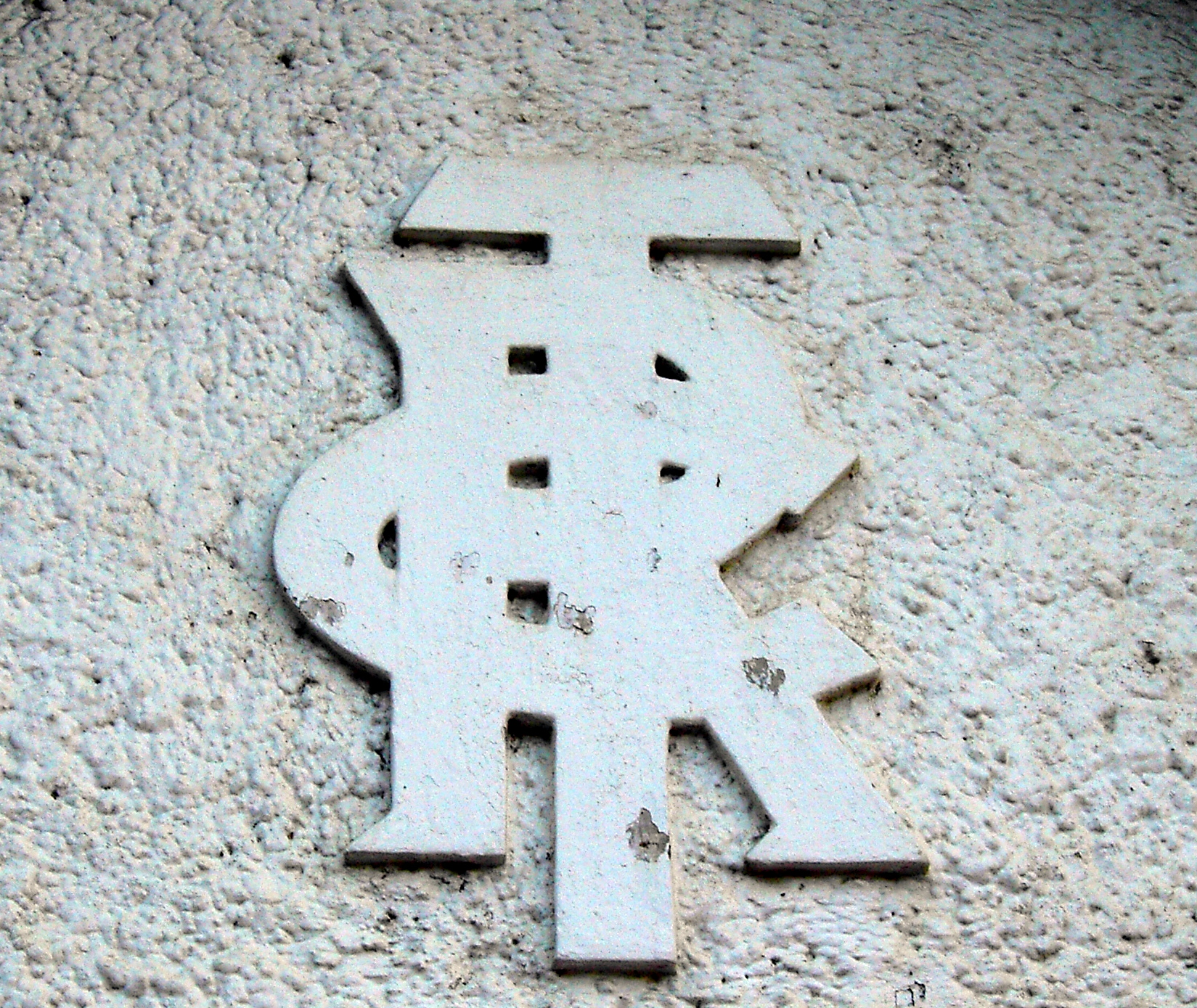
Logotipo de la Rio Tinto Company Limited, propietaria de las minas de Riotinto entre 1873 y 1954, período durante el cual hubo una importante colonia británica en la zona.

Vinculado a la Rio Tinto Company Limited (RTC), fue construido a base de gruesos muros de mampostería recubiertos de hiedra y consta de dos espacios comunicados de diferentes épocas. En el centro del cementerio propiamente dicho se levantó una pequeña capilla en memoria del doctor Robert Russell Ross, fallecido en Inglaterra en 1935, que fue demolida en 1955.
La portada de acceso al interior fue realizada por Alan Brace en 1929 y presenta una reja de forja con puntas de lanza en los extremos. Su interior se organiza al estilo del típico jardín inglés; alberga un total de 56 tumbas: 47 protestantes y nueve católicas. De entre otros personajes ilustres, se encuentran en él los restos del último director general de  la Rio Tinto Company Limited, Charles Robert Julian, o el ya citado Robert Russell Ross.

## Otros cementerios
Otros cementerios protestantes construidos en la zona se encuentran en Huelva, representativo de las tres comunidades protestantes –alemana, británica y francesa– que, principalmente a finales del siglo XIX, surgen en la capital, y Tharsis (Alosno), ligado a los responsables de la The Tharsis Sulphur and Copper Company Limited.